# NGC 3072
NGC 3072 é uma galáxia espiral (S0-a) localizada na direcção da constelação de Hydra. Possui uma declinação de -19° 21' 17" e uma ascensão recta de 9 horas, 57 minutos e 23,9 segundos.
A galáxia NGC 3072 foi descoberta em 7 de Fevereiro de 1785 por William Herschel.